# Reinheimen
Reinheimen je pohoří v jižním Norsku v krajích Møre a Romsdal a Oppdal. Táhne se západovýchodním směrem. Na severu ho údolí Romsdalen odděluje od pohoří Dovrefjell, na jihu ho údolí Ottadalen odděluje od Jotunheimenu. Závěr Ottadalenu leží na okraji horského uzlu s horou Dalsnibbou (1476 m), na jejíž vrchol vede silnice. Na jih od Dalsnibby najdeme hřeben Strynefjellet. Zde na Reinheimen navazuje pohoří Breheimen s největším evropským ledovcem Jostedalsbreen. Východním koncem Reinheimen sousedí s pohořím Rondane. Na západě ledovcová údolí přecházejí ve fjordy, nadmořská výška vrcholů postupně klesá a posledními výběžky pohoří jsou ostrovy kolem Ålesundu.
Nejvyšším vrcholem Reinheimenu je Løyfthøin (2014 m n. m.), za ním následují Puttegga (1999) a Karitinden (1982). Pohoří má zejména ve své severní části alpský charakter, ostře řezané štíty zde spadají strmými stěnami do Romsdalu. Najdeme zde i známou stěnu Trollů, Trollveggen. Nejvyšší partie jsou pokryté ledovcem Storbreen. Hory patří do systému Skand a jsou budovány velmi starými horninami z období kaledonského vrásnění.
Údolí jsou porostlá zejména borovými lesy. Žije zde stádo divokých sobů, orel skalní a raroh lovecký. Necelých 2000 km² mezi Romsdalem a Ottadalem je chráněno jako národní park (Reinheimen nasjonalpark).